# Stylulus
Stylulus is een geslacht van kevers uit de familie van de loopkevers (Carabidae). De wetenschappelijke naam van het geslacht is voor het eerst geldig gepubliceerd in 1882 door Schaufuss.

## Soorten
Het geslacht Stylulus is monotypisch en omvat slechts de volgende soort:
- Stylulus nasutus Schaufuss, 1882